# 뉴질랜드 식민지
뉴질랜드 식민지(영어: Colony of New Zealand)는 그레이트브리튼 아일랜드 연합왕국의 식민지로, 뉴질랜드의 섬들을 포함하고 있었다. 이 식민지는 1841년에 영국 정착민들에 의해 선언되었고, 1907년 뉴질랜드 자치령이 설립될 때까지 지속되었다. 초기에는 영국의 주권이 명목상으로만 존재했으나, 뉴질랜드 전쟁이 끝난 후 실질적으로 강화되었고, 그 결과로 마오리의 주권이 사실상 약화되었다. 영국 정부의 권한은 뉴질랜드의 총독에게 위임되었다. 식민지는 세 번의 수도를 가졌는데, 1841년 오키아토(구 러셀), 1841년부터 1865년까지 오클랜드, 그리고 1865년부터 1907년까지 웰링턴이 수도였다.
왕령 식민지로서, 초기 영국 정착 시기에 총독은 광범위한 권한을 가졌다. 1852년 뉴질랜드 헌법 법안이 통과되면서 자치 정부가 수립되었다. 첫 의회는 1853년에 선출되었고, 1856년에는 책임정부가 수립되었다. 총독은 자신의 장관의 조언에 따라 행동해야 하며, 장관들은 의회에 책임을 졌다. 1907년, 식민지는 뉴질랜드 자치령으로 전환되어, 대영 제국 내에서 자치 정부에 대한 보다 명확한 인정을 의미했다.

## 역사

### 수립
1840년 1월에 뉴사우스웨일스의 경계를 뉴질랜드를 포함하도록 확대한 기프스 총독의 결정에 따라, 윌리엄 홉슨은 시드니에서 뉴질랜드로 떠났다. 이후 1840년 2월 6일, 마오리 족장들과 영국 여왕 빅토리아의 대표들 사이에 와이탕이 조약이 체결되었다. 홉슨은 1840년 5월 21일, 두 개의 선언문을 통해 뉴질랜드의 섬들에 대한 영국의 주권을 선포했다. 첫 번째 선언문에서는 와이탕이 조약에 따라 북섬에 대한 주권이 양도되었다고 주장했다. 조약의 영어판에서는 마오리족이 주권을 양도하고 영국 국민으로서의 권리, 특권 및 보호를 받는다고 명시되어 있다. 하지만 마오리어판 조약에서는 '카와나탕가'(kāwanatanga)라는 표현이 사용되었으며, 오늘날 이를 '통치권' 또는 '정부'로 번역하는 경우가 많다. 이 차이점은 오랫동안 논란과 정치적 논의의 주제가 되어왔다.두 번째 선언문에서는 1769년 제임스 쿡 선장의 '최초 발견'을 근거로 남섬과 스튜어트섬에 대한 영국의 주권을 주장했다.
뉴질랜드는 1788년부터 뉴사우스웨일스 식민지와 긴밀한 관계를 유지해왔다. 이 관계는 1839년 6월 15일 런던에서 도착한 뉴사우스웨일스 경계의 새로운 정의에 따라 공식화되었으며, 이 정의에는 뉴질랜드도 포함되었다. 이 문서에서는 "뉴질랜드라고 일반적으로 불리는 태평양의 섬들 중 그 어떤 영토라도 폐하에 의해 주권으로 획득될 경우 뉴사우스웨일스 식민지에 포함될 것"이라고 명시하고 있다. 이로 인해 홉슨 부총독은 그의 상관인 뉴사우스웨일스 총독에게 보고하게 되었다. 1840년 11월 16일, 영국(제국) 정부는 뉴질랜드 식민지를 법적으로 뉴사우스웨일스와 분리된 별도의 왕령 식민지로 설립하는 헌장을 발행했다. 헌장에 따르면 뉴질랜드 식민지는 1841년 5월 3일부로 설립될 예정이었다.

### 주권 논란
뉴질랜드의 왕령 식민지 지위는 영국 법에 따라 인정되었지만, 오늘날 일반적으로 이는 마오리족이 동의하지 않았으며, 주권의 이전도 즉시 인정받지 못한 것으로 받아들여지고 있다. 2014년 와이탕이 재판소의 'Te Paparahi o Te Raki' 조사 1단계 보고서는 마오리족, 특히 응아푸히(Ngāpuhi) 족이 주권을 양도할 의도가 없었다고 결론지었다. 재판소는 "1840년 2월 와이탕이 조약에 서명한 랑기타라(마오리 족장)들은 자신들의 주권을 영국에 양도하지 않았다"고 밝혔다. "즉, 그들은 자신들의 사람들과 영토에 대한 법을 만들고 집행할 권한을 양도하지 않았다." 재판소는 또한 조약에 서명한 랑기타라가 영국과의 권력 공유에 동의했지만, 이는 "총독이 뉴질랜드에 있는 영국 국민을 통제하고 그로 인해 평화를 유지하며 마오리의 이익을 보호할 권한을 갖는 것"에 동의한 정도에 불과했으며, 이는 마오리와 영국이 동등한 파트너가 될 것이라는 이해와 조건 하에서 이루어진 것이라고 덧붙였다.
역사가 제임스 벨리치(James Belich)에 따르면, 주권은 명목상의 주권(법적으로 주권의 상태를 의미하지만 실제로 통치할 권력이 없는 상태)과 실질적인 주권(법적으로 인정받고 널리 집행되며 경쟁이 없는 상태) 두 가지로 나뉜다. 벨리치는 1986년 저서 『뉴질랜드 전쟁과 빅토리아 시대의 인종 갈등 해석』에서 "영국은 후자의 의미를 염두에 두었을 가능성이 크지만, 마오리족이 이해한 조약은 전자에 더 가까웠을 것"이라고 언급했다.
와이탕이 조약에 서명한 마오리족이 주권을 포기할 의도가 없었고, 많은 이위(iwi, 마오리 부족)들이 수십 년 동안 자신들의 영토를 계속 통제했다는 점을 고려하면, '뉴질랜드 식민지'가 실제로 법적 실체로 존재했는지에 대한 논쟁이 있다. 벨리치는 또한 "확실히 1840년 이후 수년 동안 '명목상의 주권'이 현실에 더 가까웠다. 이 모호성은 마찰의 원인이었다. 영국은 자신들이 이름뿐만 아니라 실제로도 마오리족을 통치할 권리를 가지고 있다고 생각했지만, [윌리엄 홉슨과 로버트 피츠로이]는 실질적인 주권이 즉각적으로 완전하게 적용될 수 없다는 현실을 충분히 인식하고 있었다"고 덧붙였다.

### 왕령 식민지
왕령 식민지가 설립되면서 홉슨은 뉴질랜드의 총독이 되었다. 또한 총독을 지원하기 위해 뉴질랜드 정부의 첫 번째 기관들도 설립되었는데, 행정위원회(Executive Council)와 (일반) 입법위원회(Legislative Council)가 그것이다. 행정위원회는 법무장관, 식민지 비서, 식민지 재무관으로 구성되었다. 입법위원회는 총독, 행정위원회, 그리고 총독이 임명한 세 명의 평화 판사로 구성되었다. 입법위원회는 법령(Ordinances)이라고 불리는 법을 제정할 권한을 가졌다.